# Agylla dyari
Agylla dyari là một loài bướm đêm thuộc phân họ Arctiinae, họ Erebidae.